# Muntanyes dels Koriaks
Les muntanyes dels Koriaks (rus: Коря́кское наго́рье, Koriàkskoie nagórie, literalment «altiplà koriak» o bé Коря́кский хребе́т, Koriakski khrebet, «serralada koriak») formen una serralada situada entre el Districte autònom de Txukotka i el krai de Kamtxatka anomenada en honor als koriaks. És la segona serralada més gran dins tot de Sibèria. El Lediànaia és la muntanya més alta de la serralada, amb 2,562 metres, i està situada a la part central de la serralada.

## Geografia
La serralada dels Koriaks neix al sud del riu Anàdir i al nord-est de la península de Kamtxatka. Hi ha diverses glaceres i camps de gel en algunes zones.
Els rius Mayn i Velíkaia tenen les seves fonts en aquesta serralada.